# 荣华街道 (北京市)

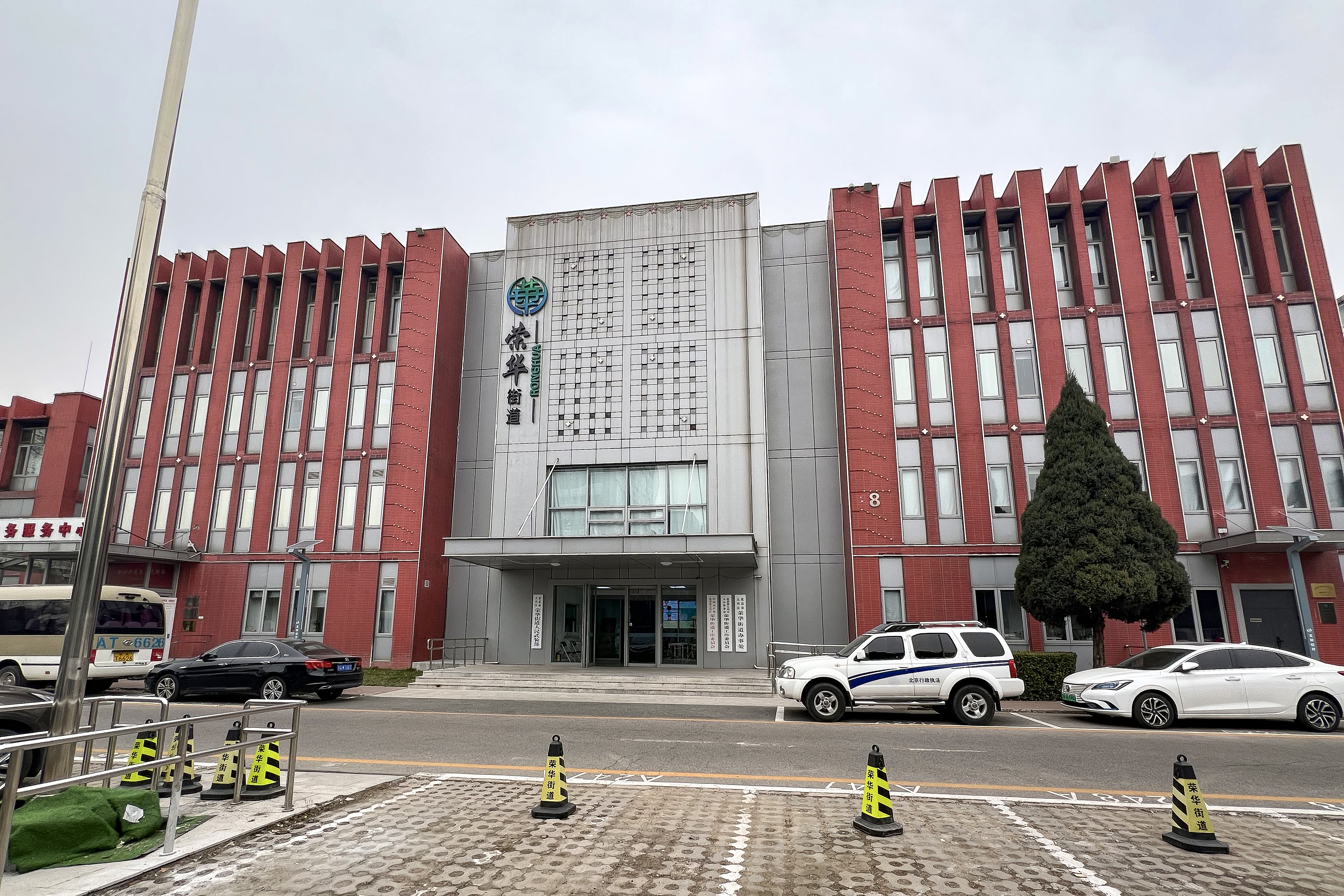
荣华街道办事处所在地

荣华街道，是中华人民共和国北京市大兴区下辖的一个街道办事处，系2014年由原亦庄地区东南部，凉水河以东地区划分出来。辖区四至：东、南至通州区与大兴区边界线，与开发区实际管理的通州区部分接壤；西至凉水河、西环路、天宝北街、科慧大道、北环西路、天华西路、文化园西路，与博兴街道和调整后的亦庄地区接壤；北至五环路、科创一街，与朝阳区十八里店地区及调整后的亦庄地区接壤。街道办事处驻地：大兴区万源街四号。

## 行政区划
荣华街道下辖以下地区：天华园一里社区、天华园二里社区、天华园三里社区、天宝园金地格林小镇社区、天宝园卡尔百丽社区、天宝园上海沙龙社区、天宝园大雄郁金香舍社区、林肯公园社区居委会。